# Strickeria kochii
Strickeria kochii är en svampart som beskrevs av Körb. 1865. Strickeria kochii ingår i släktet Strickeria, divisionen sporsäcksvampar och riket svampar.   Inga underarter finns listade i Catalogue of Life.